# Papato ostrogoto

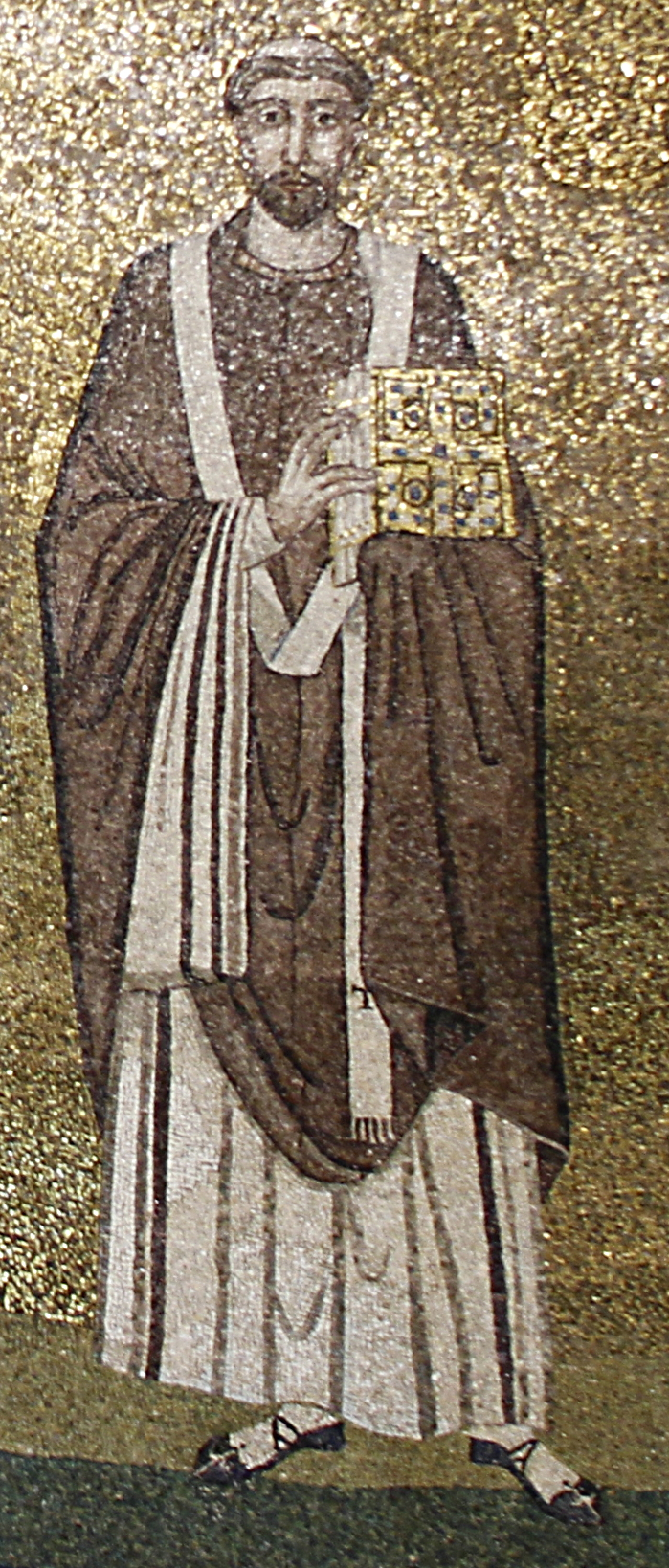
Il trionfo di papa Simmaco (498-514) sull'antipapa Lorenzo è il primo esempio accertato di simonia nella storia papale.

Il papato ostrogoto fu un periodo della storia del papato, durato dal 493 al 537, nel quale i papi furono fortemente influenzati, se non direttamente selezionati, dai sovrani del regno ostrogoto, quali Teodorico il Grande e i suoi successori Atalarico e Teodato. Questo periodo terminò con la (ri)conquista di Roma da parte di Giustiniano I durante la Guerra Gotica (535–554), lasciando spazio al papato bizantino (537-752).
Secondo Howorth, "benché non risentissero di significative interferenze nel loro lavoro amministrativo, purché non interferissero loro stessi con la politica, i re goti si intromisero notevolmente nel processi di selezione dei nuovi papi e controllarono in gran parte la loro elezione. La simonia si diffuse in misura scandalosa, così come gli intrighi del tipo più disdicevole, e qualità e doti dei candidati divennero di secondaria importanza nelle loro possibilità di essere eletti rispetto alla loro capacità di corrompere i funzionari reali e di orchestrare intrighi." Secondo la Catholic Encyclopedia, "[Teodorico] era tollerante nei confronti della Chiesa cattolica e non si intrometteva nelle questioni dogmatiche. Rimase il più neutrale possibile nei confronti del papa, sebbene esercitò un'influenza preponderante negli affari del papato."

## Panoramica
Papi tra il 493 e il 537
- Gelasio I (492–496)
- Anastasio II (496–498)
- Simmaco (498–514)
- Ormisda (514–523)
- Giovanni I (523–526)
- Felice IV (526–530)
- Bonifacio II (530–532)
- Giovanni II (533–535)
- Agapito I (535–536)
- Silverio (536–537)

Re ostrogoti tra il 493 e il 537
- Teodorico il Grande (474–526)
- Atalarico (526–534)
- Teodato (534–536)
- Vitige (536–540)

Imperatori bizantini tra il 493 e il 537
- Anastasio I (491–518)
- Giustino I (518–527)
- Giustiniano I (527–565)

## Storia

### Dopo la caduta di Roma

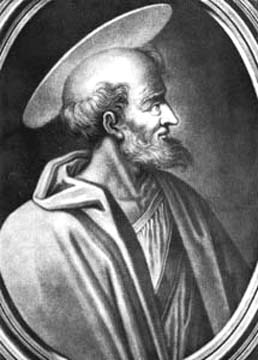
Papa Simplicio (468-483) fu pontefice durante la fine dell'Impero Romano d'Occidente

Papa Simplicio (468-483), che assistette del rovesciamento definitivo dell'Impero romano d'Occidente, morì di malattia nel 483. L'elezione papale del marzo 483 fu la prima a tenersi senza l'esistenza di un imperatore romano d'Occidente. Mentre Simplicio era ancora vivo, il prefetto del pretorio, Cecina Decio Massimo Basilio, convocò il Senato, il clero romano e i principali vescovi locali nel mausoleo imperiale, dove fu reso noto che Simplicio aveva emesso una admonitio in cui dichiarava che l'elezione del suo successore non sarebbe stata valida senza il consenso di Basilio stesso, che era sia il capo dell'aristocrazia romana che il primo ministro del "re d'Italia" Odoacre. A Simplicio succedettero papa Felice III (483-492), papa Gelasio I (492-496) e papa Anastasio II (496-498).

### Il primo scisma
Il ruolo degli Ostrogoti divenne chiaro in occasione del primo scisma del papato. Il 22 novembre 498 furono eletti papa sia Simmaco che Lorenzo. Simmaco fu approvato dal Senato romano, ma sia l'imperatore Anastasio I che il re dei Goti Teodorico il Grande appoggiarono Lorenzo, che prese possesso del palazzo del Laterano.
Simmaco e Lorenzo cercarono di corrompere Teodorico per avere il suo sostegno, servendosi dei fondi degli aristocratici romani che li sostenevano. Questo è il primo caso documentato di simonia papale, in cui entrambi i candidati tentarono di corrompere i consiglieri reali, e forse lo stesso Teodorico, per influenzare la sua scelta. Secondo DeCormenin e de Lahaye, ad influire sulla scelta finale di Teodorico di schierarsi con Simmaco ed espellere Lorenzo da Roma fu anche la sua paura che quest'ultimo fosse sotto un'eccessiva influenza del sovrano bizantino, ma secondo Richards questa tesi "non trova tuttavia prove che la confermino." Nell'annunciare la sua decisione, Teodorico citò come motivazione il maggiore sostegno da parte del clero e la precedenza dell'ordinazione di Simmaco.
Il 1 marzo 499, Simmaco annunciò in un sinodo tenutosi nell'antica basilica di San Pietro il suo piano di riforma della regolamentazione dei finanziamenti per le campagne di candidatura da seguirsi nelle future sedi vacanti. Lorenzo, che era stato nominato vescovo di Nuceria come consolazione per aver perso il diritto al papato, fu tra quelli che firmarono il suo statuto. Simmaco decretò che i vescovi regnanti avrebbero potuto designare i propri successori, ponendo fine alla partecipazione dei laici nell'elezione per almeno mezzo secolo.
Quando i sostenitori di Lorenzo tentarono di deporre Simmaco per aver celebrato la pasqua secondo il calendario sbagliato, Teodorico convocò il papa davanti a sé, presso Rimini, per risolvere la questione. Quando Simmaco arrivò, scoprì che le accuse contro di lui includevano impudicizia e cattiva amministrazione dei beni della chiesa, e fuggì di nuovo a Roma. La sua fuga rafforzò la posizione del partito laurenziano, che riuscì a persuadere Teodorico a inviare un supervisore a Roma per celebrare la pasqua secondo il calendario greco e convocare un sinodo per esaminare le accuse contro Simmaco. Pietro d'Altino, vescovo d'Istria, venne a Roma per sovrintendere alla nuova celebrazione pasquale e assunse l'amministrazione della Santa Sede in attesa dell'esito del sinodo.
Nelle prime due sessioni, i vescovi italiani riuniti non riuscirono ad accordarsi sulle procedure appropriate per dirimere la questione, ma nella terza sessione Simmaco fu assolto. Teodorico ebbe un approccio piuttosto disinteressato al sinodo, rifiutando le ripetute richieste di recarsi a Roma per risolvere personalmente la questione. Secondo Richards:
C'è qualcosa di veramente scioccante nel modo in cui i vescovi riuniti della chiesa cattolica si impegnarono per persuadere un barbaro eretico a decidere chi dovesse essere il papa. Ciò rende un'assurdità l'idea di un'articolazione della teoria monarchica papale in cui la chiesa era superiore alle autorità laiche. Sia la fazione simmachiana che quella laurenziana si appellarono al re in arbitrato nel 489 ed entrambe le parti accettarono la sua convocazione di un sinodo. Simmaco, infatti, alla fine sottopose a Dio e al re la decisione sul suo processo, un comportamento difficilmente accettabile da un paladino della supremazia papale. In effetti, la regolarità con cui entrambe le parti hanno invocato l'intervento del re suggerisce una visione ampiamente condivisa della sua imparzialità.
Nonostante l'esito del sinodo, Lorenzo riuscì a tornare a Roma, ad impadronirsi di gran parte del patrimonio papale e delle chiese della città, e a governare dal Palazzo Lateranense, mentre Simmaco rimase in San Pietro.

### Dopo Simmaco
Secondo Richards, "la morte di papa Simmaco nel luglio 514 fu un test cruciale per i regolamenti elettorali dopo quasi sedici anni controversi di governo simmachiano". Tuttavia, la "vecchia guardia simmachiana" comprendeva un'ampia maggioranza del clero e riuscì quindi a eleggere Ormisda (514-523) dopo appena sette giorni. Ormisda fu probabilmente scelto dallo stesso Simmaco, "una procedura che era implicita nei regolamenti elettorali". Ormisda aveva preparato complicate istruzioni scritte per i suoi inviati in Oriente molto prima della sua elezione e teneva Teodorico ben informato dei suoi negoziati con i Bizantini.
A Ormisda successe Giovanni I (523-526). Teodorico diede le proprie figlie in matrimonio ai re Burgundi, Visigoti e Vandali, che con lui condividevano la fede ariana. Tuttavia, Clodoveo, re dei Franchi, rinunciò all'arianesimo nel 506, così come Sigismondo di Burgundia nel 516 - atti che sembrerebbero implicare una "conversione al cattolicesimo". Nel 523, Eutarico, re dei Visigoti, cessò di perseguitare i non ariani, più o meno nello stesso periodo in cui la Chiesa orientale iniziò la sua persecuzione degli ariani. Teodorico creò una marina ostrogota e inviò una missione in Oriente guidata dallo stesso papa Giovanni I nel 526. 

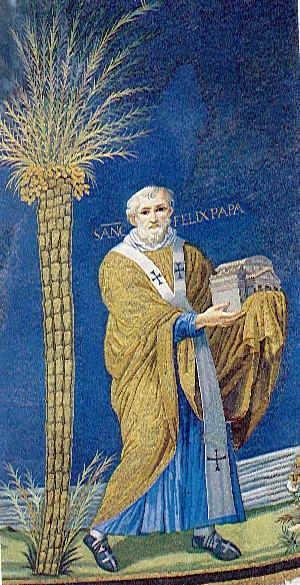
Papa Felice IV (526-530) fu il primo successore di Simmaco ad avere difficoltà a designare un successore.

A Giovanni I successe Felice IV (526-530) su raccomandazione di Teodorico e la sua elezione fu confermata da Atalarico . Fu quindi nominato "praticamente a tutti gli effetti" da Teodorico. Il processo di selezione da parte del predecessore fu utilizzato senza gravi problemi fino alla morte di Felice IV, il quale, sul letto di morte nel 530, aveva dato il suo pallio a Bonifacio II e decretato la scomunica di chi si fosse rifiutato di accettarne la successione. Al Senato romano non piacque la mancanza di effettivo processo elettivo e denunciò pubblicamente Felice, rifacendosi a un decreto di papa Anastasio II che proibiva la pratica di designazione di un successore da parte di un papa. Bonifacio II fu sostenuto solo da una minoranza del clero, mentre la maggioranza sostenne Dioscuro, e fu solo la morte di quest'ultimo a fermare sul nascere il nuovo scisma.
Bonifacio II tentò di rafforzare nuovamente la pratica di nomina del proprio successore, ma la protesta pubblica fu troppo grande, portando ad un'elezione molto contestata nel 532, caratterizzata da diffusi eventi di corruzione e coercizione, che risultò nell'elezione di Giovanni II (il primo ad assumere un nome pontificale). Papa Giovanni fu scelto da Atalarico per evitare una scissione tra la fazione bizantina e quella gotica. Atalarico, il re ostrogoto, obbligò Giovanni II ad approvare dei decreti che vietavano qualsiasi trattativa privata volta ad eleggere un papa e ponevano limiti alla quantità di denaro che poteva essere spesa durante un'elezione papale.
Teodato diede il suo sostegno a papa Agapeto I ed era quindi "nella posizione per imporsi sul nuovo papa Agapeto, poiché questi era stato eletto con il suo appoggio". Teodato ebbe un ruolo decisivo anche nell'elezione di papa Silverio (536-537), figlio legittimo di Ormisda.

## Effetti della riconquista di Giustiniano
Dopo la riconquista bizantina di Roma nella guerra gotica, "interferire col papato era stata una delle prime cose che Giustiniano aveva fatto non appena i suoi eserciti si erano stabiliti in Italia". Molto prima di aver completato la propria vittoria sugli Ostrogoti, Giustiniano I fece deporre il papa filogotico Silverio (536–537) dal suo generale Belisario ed fece installare al suo posto papa Vigilio (537–555), l'ex apocrisiario papale a Costantinopoli. Silverio morì e Vigilio fu ordinato vescovo nel 537, mentre i Goti si riorganizzavano e ponevano Roma sotto assedio. Nel 542, re Totila riprese il controllo di Roma e quando il nuovo generale di Giustiniano, Narsete, riconquistò nuovamente la città nel 552, Vigilio aveva già lasciato Roma per Costantinopoli.